# العلاقات الإسرائيلية البيلاروسية
العلاقات الإسرائيلية البيلاروسية هي العلاقات الثنائية التي تجمع بين إسرائيل وروسيا البيضاء.

## مقارنة بين البلدين
هذه مقارنة عامة ومرجعية للدولتين:
| وجه المقارنة                                              | إسرائيل                                                             | روسيا البيضاء                    |
| --------------------------------------------------------- | ------------------------------------------------------------------- | -------------------------------- |
| المساحة (كم2)                                             | 20.77 ألف                                                           | 207.60 ألف                       |
| عدد السكان (نسمة)                                         | 8.89 مليون                                                          | 9.50 مليون                       |
| الكثافة السكانية (ن./كم²)                                 | 428.02                                                              | 45.76                            |
| العاصمة                                                   | القدس                                                               | مينسك                            |
| اللغة الرسمية                                             | اللغة العبرية، اللغة العربية                                        | اللغة البيلاروسية، اللغة الروسية |
| العملة                                                    | شيكل إسرائيلي جديد، شيكل إسرائيلي قديم، جنيه فلسطيني، جنيه إسرائيلي | روبل بلاروسي                     |
| الناتج المحلي الإجمالي (بليون دولار)                      | 350.85 مليار                                                        | 54.44 مليار                      |
| الناتج المحلي الإجمالي (تعادل القوة الشرائية) بليون دولار | 306.51 مليار                                                        | 168.35 مليار                     |
| الناتج المحلي الإجمالي الاسمي للفرد دولار أمريكي          | 35.73 ألف                                                           | 5.74 ألف                         |
| الناتج المحلي الإجمالي للفرد دولار أمريكي                 | 36.58 ألف                                                           | 18.18 ألف                        |
| مؤشر التنمية البشرية                                      | 0.899                                                               | 0.798                            |
| رمز المكالمات الدولي                                      | +972                                                                | +375                             |
| رمز الإنترنت                                              | .il                                                                 | .by، .бел                        |
| المنطقة الزمنية                                           | توقيت إسرائيل، Israel Summer Time ‏                                  | ت ع م+03:00                      |

## مدن متوأمة
في ما يلي قائمة باتفاقيات التوأمة بين مدن إسرائيلية وبيلاروسية:
- ترتبط أسدود مع برست باتفاقية توأمة منذ 13 سبتمبر 2011.[17][17][18][19]

## منظمات دولية مشتركة
يشترك البلدان في عضوية مجموعة من المنظمات الدولية، منها:
| علم المنظمة | اسم المنظمة                               | تاريخ انضمام إسرائيل | تاريخ انضمام روسيا البيضاء |
| ----------- | ----------------------------------------- | -------------------- | -------------------------- |
|             | الاتحاد البريدي العالمي                   | ?                    | ?                          |
|             | الأمم المتحدة                             | 11 مايو 1949         | 24 أكتوبر 1945             |
|             | منظمة الشرطة الجنائية الدولية             | ?                    | ?                          |
|             | وكالة ضمان الاستثمار متعدد الأطراف        | 21 مايو 1992         | 3 ديسمبر 1992              |
|             | مؤسسة التمويل الدولية                     | 26 سبتمبر 1956       | 2 نوفمبر 1992              |
|             | البنك الدولي للإنشاء والتعمير             | 12 يوليو 1954        | 10 يوليو 1992              |
|             | الاتحاد الدولي للاتصالات                  | 24 يونيو 1948        | 7 مايو 1947                |
|             | المركز الدولي لتسوية المنازعات الاستشارية | 22 يوليو 1983        | 9 أغسطس 1992               |
|             | يونسكو                                    | 16 سبتمبر 1949       | 12 مايو 1954               |

## أعلام
هذه قائمة لبعض الشخصيات التي تربطها علاقات بالبلدين:
- آهارون زيسلينغ (سياسي إسرائيلي، 26 فبراير 1901 – 16 يناير 1964)
- أبا أهيمير (2 نوفمبر 1897 – 6 يونيو 1962)
- أرئيل شارون (سياسي يهودي، 26 فبراير 1928[26][27][28] – 11 يناير 2014[26][27][29])
- أنا سماشنوفا (لاعبة كرة مضرب إسرائيلية، 16 يوليو 1976 – )
- إسحاق رابين (1 مارس 1922[30][31][32] – 4 نوفمبر 1995[30][31][32])
- إسحاق شامير (سياسي إسرائيلي، 22 أكتوبر 1915 – 30 يونيو 2012[33][34][35])
- إليعازر كابلان (سياسي إسرائيلي، 27 يناير 1891[36][37] – 13 يوليو 1952)
- إيسر هاريل (سياسي إسرائيلي، 1912[38][39][40] – 18 فبراير 2003[38])
- بنيامين نتانياهو (رئيس وزراء إسرائيل، 21 أكتوبر 1949[41][42] – )
- تسيبي ليفني (سياسية إسرائيلية، 8 يوليو 1958[43][44][45] – )
- حاييم موشيه شابيرا (سياسي إسرائيلي، 26 مارس 1902 – 16 يوليو 1970)
- عيزر فايتسمان (الرئيس السابع للكيان الصهيوني، 15 يونيو 1924[46][47][48] – 24 أبريل 2005[46][47][48])
- يوناتان نتنياهو (13 مارس 1946[49] – 4 يوليو 1976[49])

## وصلات خارجية
- موقع وزارة الخارجية الإسرائيلية
- موقع وزارة الخارجية البيلاروسية